# Moje superkrwawe urodziny
Moje superkrwawe urodziny (My Super Psycho Sweet 16) – amerykański horror filmowy z 2009 roku, powstały na podstawie popularnego reality show stacji MTV Moje supersłodkie urodziny (My Super Sweet 16). W Stanach Zjednoczonych (na antenie MTV) film miał swoją premierę pod koniec października 2009 r., w Polsce można go oglądać na stronie internetowej telewizji MTV.
W 2010 roku powstała kontynuacja filmu, Moje superkrwawe urodziny 2, zaś w roku 2012 zrealizowano część trzecią.

## Obsada
- Julianna Guill − Madison Penrose
- Lauren McKnight − Skye Rotter
- Chris Zylka − Brigg Jenner
- Matt Angel − Derek
- Alex Van − Charlie Rotter
- Maia Osman − Olivia Wade
- Susan Griffith − Chloe Anderson
- Joey Nappo − Kevin
- Leandra Terrazzano − Lily
- Chad McKnight − Organizator przyjęcia
- Ric Reitz − Pan Penrose

## Fabuła
Madison Penrose (Julianna Guill) była rozpieszczana przez całe swoje życie. Przekonuje swoich rodziców, że powinni ponownie otworzyć Rollerdome na jej szesnaste urodziny. Lokal ten został kiedyś zamknięty ze względu na serię brutalnych morderstw, które miały w nim miejsce. Morderca powraca, by siać spustoszenie podczas przyjęcia urodzinowego bohaterki.

## Ścieżka dźwiękowa
Jak dotąd nie wydano albumu ze ścieżką dźwiękową z filmu. W samym filmie wykorzystano następujące utwory muzyczne:
| Artysta                            | Tytuł utworu                 |
| ---------------------------------- | ---------------------------- |
| The All-American Rejects           | "The Wind Blows"             |
| Denali                             | "Relief"                     |
| Thrice                             | "In Exile"                   |
| AFI                                | "Miss Murder"                |
| The DNC                            | "The Way You Like It"        |
| The Actions                        | "The Real Thing"             |
| Limp Bizkit                        | "Nookie"                     |
| Boom Bip                           | "Red Room"                   |
| The Coast                          | "Circles"                    |
| Cotty                              | "Put Cha In Ya Place"        |
| Nonstop Music                      | "Military Parade"            |
| The Coast                          | "All Farewells"              |
| Arizona                            | "Diventa Blue"               |
| The Coast                          | "Evening's "Heights"         |
| War Stories                        | "Because I Love You"         |
| Electric Owls                      | "Put, the Candle, Back!"     |
| Adrift Da Belle                    | "DUN-EZ (Keep Workin’ Baby)" |
| Awesome New Republic               | "Glowing Light"              |
| Naira                              | "Fly Hustle, Fresh, Grind"   |
| The Honor Roll                     | "Birthday"                   |
| War Stories                        | "TV"                         |
| Electric Valentine                 | "Beat Drop"                  |
| The Lab                            | "Bionic Hand"                |
| Awesome New Republic               | "Florida"                    |
| Naira                              | "Countdown"                  |
| Thrice                             | "Wood & Wire"                |
| Andrew Wyatt & Pontus Winnberg     | "Plastic Jungle"             |
| Something About Vampires and Sluts | "Burning Bridges"            |
| Fight Like Apes                    | "Lend Me Your Face"          |
| Chumbawamba                        | "Tubthumping"                |